# Марданов, Рустэм Хабибович
Рустэм Хабибович Марданов (баш. Рөстəм Хәбиб улы Мәрҙәнов, 9 мая 1964 года, Уфа, Башкирская АССР, РСФСР, СССР) — российский государственный деятель и экономист, начальник Главного управления Банка России по Центральному федеральному округу, член Совета директоров Банка России (с 12 октября 2023 года). 9-й Премьер-министр Правительства Республики Башкортостан (2015—2018).

## Образование
В 1986 году окончил Уфимский авиационный институт им. Серго Орджоникидзе (ныне Уфимский университет науки и технологий) по специальности инженер-экономист. В студенческие годы в составе ССО участвовал на стройке железной дороги «Белорецк—Карламан». В 1989 году окончил аспирантуру Института экономики и социологии Башкирского научного центра Уральского отделения Академии наук СССР. Кандидат экономических наук, доцент.

## Карьера
- 1986 — инженер кафедры экономики и организации машиностроительного производства Уфимского авиационного института (ныне Уфимский университет науки и технологий);
- 1986—1992 — аспирант, научный сотрудник Института экономики Башкирского филиала Академии наук СССР;
- 1992—1995 — старший преподаватель, заведующий кафедрой управления производством БашГУ (ныне Уфимский университет науки и технологий);
- 1995—1998 — заведующий сектором, начальник управления, заместитель председателя Национального банка Республики Башкортостан — начальник управления;
- 1998—2000 — первый заместитель Министра экономики и антимонопольной политики Республики Башкортостан;
- 2000—2001 — первый заместитель председателя, исполняющий обязанности председателя Национального банка Республики Башкортостан;
- 2002—2013 — Председатель Национального банка Республики Башкортостан;
- 2013—2015 — первый заместитель премьер-министра Правительства Республики Башкортостан;
- 2015—2018 — Премьер-министр Правительства Республики Башкортостан;
- 2018—2023 — начальник Уральского главного управления Банка России;
- с 2023 по настоящее время — начальник Главного управления Банка России по Центральному Федеральному округу.

## Награды и почётные звания
- Орден Дружбы (28 апреля 2011)[2]
- Заслуженный экономист Республики Башкортостан[3]
- Орден Салавата Юлаева (3 декабря 2018)[4]